# Castello del Monte Cinto
Il castello del Monte Cinto, eretto tra il X e il XIII secolo, fu uno dei molteplici castelli costruiti nell’area dei Colli Euganei come struttura difensiva grazie all’espansione delle potenze signorili locali. Solo alcuni resti della struttura sono ancora visibili dopo aver percorso un sentiero poiché la maggior parte della medesima è andata distrutta.

## Storia

### Costruzione
All’interno del comune di Cinto Euganeo, sulla cima del Monte Cinto, è possibile osservare i resti di un antico castello che, stando ad un documento scritto dallo storico padovano Gloria, risalirebbe al X secolo. In questo testo egli spiega come con un diploma scritto nel 953 l’imperatore Ottone riaffermava ai canonici di Verona la titolarità della corte di Cinto e la sua chiesa.
Il fatto che il castello venga indicato con il termine “corte” indica l’importanza che questo aveva in quel periodo.
La costruzione di questo castello va inserita in un periodo che va dal X fino al XIII secolo, quando l’area dei Colli Euganei vide un’intensa attività di edificazione di strutture difensive grazie alla nascita e allo sviluppo di potenze signorili locali, alla nuova politica di espansione territoriale del Comune di Padova e alle guerre che portarono al potere prima gli Scaligeri e successivamente i Carraresi.

### Le diverse proprietà
Dalla data della sua costruzione a quella del suo abbandono, avvenuto nel XVI secolo, il castello ha subito diverse distruzioni e passaggi di mano tra diverse famiglie nobiliari e potenze territoriali.
Dopo un lungo periodo, tra il XII e il XIII secolo, in cui fu di proprietà della famiglia De Lendinara, rimase coinvolto nelle guerre di Ezzelino III da Romano. Durante una delle sue campagne militari condotte durante gli anni Trenta del XIII secolo contro Padova e i duchi d’Este, Cinto, insieme ad altre fortificazioni della zona, cadde diverse volte nelle mani dei due schieramenti e subì diversi attacchi, che la portarono ad essere distrutta dall’esercito di Ezzelino. Dopo la morte di Ezzelino nel 1259 e la scomparsa della famiglia da Romano, il castello passò sotto il controllo del Comune di Padova, che lo fece ricostruire e nel 1275 vi fece trasferire una guarnigione di sette soldati e un capitano stipendiati dagli abitanti delle ville circostanti. In seguito all’ascesa dei Carraresi sul governo di Padova nel XIV secolo la fortezza entrò a far parte delle loro proprietà e, assieme alle fortificazioni di Lozzo e Valbona, venne utilizzata per difendere il territorio sud-occidentale dei Colli dagli attacchi degli Scaligeri. In uno di questi attacchi, avvenuto nel 1312, Cangrande della Scala cinse d’assedio Monte Cinto e ne rase al suolo la fortezza (Albertino da Mussato descrive questo episodio raccontando che venne demolito “quanto del monumento antico svettava sulla cima del monte”, espressione che può significare come nel corso del tempo il castello avesse inglobato strutture preesistenti).
A seguito della fine della potenza carrarese e alla conquista del territorio padovano da parte della Repubblica di Venezia tra il XV e il XVI secolo, il sistema di strutture difensive che aveva caratterizzato per secoli il panorama politico e militare dei Colli Euganei incontrò la sua fine. I castelli persero qualsiasi funzione strategica e vennero abbandonati, come successe per quello del Monte Cinto per via della sua posizione isolata e impervia, mentre altri vennero riconvertiti in residenze private.

### Età contemporanea
In seguito alla diffusione del fenomeno del brigantaggio, molto frequente nel corso dell’Ottocento nel territorio padovano, le rovine della fortificazione e i suoi dintorni vennero utilizzati dai briganti come nascondiglio, come testimonia il ritrovamento al centro dell’ovale della cinta muraria di un mortaio in pietra utilizzato per la produzione di polvere da sparo.
Durante la seconda guerra mondiale le rovine tornarono temporaneamente a ricoprire una funzione militare, quando l’organizzazione Todt realizzò per i soldati tedeschi delle trincee nella zona e utilizzò i resti delle murature come postazioni antiaeree.
Di questo castello, collocato in cima al Monte Cinto (il toponimo potrebbe indicarne l’ubicazione poiché Cinto deriverebbe da “Quintus” cioè collocato al quinto miglio del tracciato romano che collegava Este a Vò e Teolo), restano solamente le fondamenta ricoperte da rovi e completamente immerse nella vegetazione, rendendone possibile la visione dall’alto solamente attraverso strumentazioni come il LIDAR. 

## Descrizione del castello
Questa fortificazione di piccole dimensioni con orientamento nord/sud era di forma ovale e circondata da delle mura e da un contrafforte nella parte meridionale, probabilmente dotato all’interno di un corpo di guardia. Sebbene oggi sia isolato, in passato era probabilmente collegato ad un secondo castello che sorgeva più in basso, e di cui oggi restano due torri inglobate nella chiesa di Cinto costruita sui suoi resti. Inoltre dall’abitato partiva un percorso, oggi scomparso, che portava all’accesso della fortificazione posto sul lato meridionale. 
Facendo probabilmente parte di un sistema di strutture difensive realizzate sui Colli Euganei questa fortificazione svolgeva la funzione di controllo alle vie di accesso che dalla pianura portavano all’area occidentale dei Colli.

## Sentiero n°11
Per raggiungere il sito è necessario seguire il Sentiero n°11 del Parco regionale dei Colli Euganei, che parte dal piazzale del Museo Geopaleontologico di Cava Bomba e risalire il versante sud del monte. Lungo il percorso è possibile attraversare spazi boschivi e osservare diverse cave che furono usate in passato per estrarre la pietra vulcanica. Superate le cave il sentiero continua a salire fino ad una serie di grotte che secondo la tradizione vennero utilizzate in passato dai briganti. Molto legato al fenomeno del brigantaggio è il Buso dei briganti, una roccia di trachite dalla forma molto particolare, la quale si narra che fosse utilizzata come rifugio. Infine, si arriva alla sommità del colle, dove è possibile osservare le poche rovine rimaste dell’antico castello.